# Сковородников, Александр Петрович
Алекса́ндр Петро́вич Сковоро́дников (30 ноября 1929, Харбин, Китай — 6 сентября 2022, Красноярск, Россия) — советский и российский лингвист, специалист в области стилистики, риторики, лингвоэкологии и политической лингвистики. Создатель и глава Красноярской риторической школы, создатель научной школы «Эффективная речь: теоретические и прикладные аспекты».
Доктор филологических наук (1983), профессор (1983). Профессор кафедры общего языкознания и риторики Института филологии и языковой коммуникации Сибирского федерального университета.
Декан историко-филологического факультета (1968—1970), декан факультета иностранных языков (1978—1981) и проректор по научной работе (1983—1987) Красноярского государственного педагогического института. Советник ректора СФУ по вопросам гуманитарного научно-образовательного процесса

## Биография
Родился 30 ноября 1929 года в Харбине в семье русских эмигрантов в Китае, позднее вернувшихся в СССР.
В 1959 году с отличием окончил историко-филологический факультет Красноярского государственного педагогического института.
В 1967 году в Красноярском государственном педагогическом институте защитил диссертацию на соискание учёной степени кандидата филологических наук на тему «Безглагольные эллиптические предложения в современном русском языке».
В 1968—1970 годах — декан историко-филологического факультета Красноярского государственного педагогического института.
В 1978—1981 годах — декан факультета иностранных языков.
В 1983—1987 годах — проректор по научной работе Красноярского государственного педагогического института.
С 1981 года преподавал в Красноярском государственном университете, где в 1987—2008 годы — профессор и заведующий кафедрой общего языкознания и риторики.
В 1983 году в ЛГПИ имени А. И. Герцена защитил диссертацию на соискание учёной степени доктора филологических наук на тему «Экспрессивные синтаксические конструкции современного русского литературного языка. Опыт системного исследования».
С 1990 года — руководитель Лаборатория лингвоэкологии и речевой культуры созданной им на базе Красноярского государственного университета и Ачинского педагогического колледжа. В феврале 1996 года Лаборатория получила статус подразделения Красноярского научного центра Сибирского отделения Международной академии наук высшей школы.
С 1996 года — ответственный редактор научно-методического бюллетеня «Теоретические и прикладные аспекты речевого общения» (позже переименован в вестник «Речевое общение» и включён в каталог «Международные книги» как периодическое издание (ISSN 1682-3923)).
Член Совета Российской риторической ассоциации, руководитель Красноярского регионального отделения Российской риторической ассоциации.
Автор более 200 научных публикаций.
Скончался 6 сентября 2022 года в Красноярске.

## Награды
- Благодарность от Головного совета по филологическим наукам Министерства образования РФ за организацию и проведение научной конференции «Обучение коммуникативным дисциплинам в школе и вузе» и издание научно-методического бюллетеня; (1997)
- Почётная грамота администрации Красноярского края за большой вклад в развитие среднего профессионального образования и воспитание молодых учителей (Постановление администрации Красноярского края от 8 октября 1998 г.)
- Почётный работник высшего профессионального образования Российской Федерации (1999)
- Заслуженный работник высшей школы (2001)
- Диплом лауреата профессорской премии главы города Красноярска (2007)

Автор более 200 научных работ.

## Научная и преподавательская деятельность
Является инициатором создания филологического факультета в Красноярском государственном университете, основателем первой в новейшей истории России кафедры риторики. Заведующий Лабораторией лингвоэкологии и речевой культуры Сибирского федерального университета. Основатель и бессменный руководитель Красноярской научной школы риторики. Сфера научных интересов — стилистика, риторика, лингвоэкология, политическая риторика, лингвистическая экспрессиология.
Ответственный редактор нескольких энциклопедических словарей по теории речевого общения.

### Научные труды

#### Монографии
- Сковородников А. П. Эллипсис как стилистическое явление в современном русском литературном языке. — 1978.
- Сковородников А. П. Экспрессивные синтаксические конструкции современного русского литературного языка: опыт системного исследования. — Томск: Томский унниверситет, 1981. — 255 с.
- Сковородников А. П. Вопросы экологии русского языка. — 1993.
- Сковородников А. П. Культура речи – культура общения: пособие по переподготовке и проведению аттестации учителей. — 2000.
- Культура русской речи: энциклопедический словарь-справочник / под ред. Л. Ю. Иванова, А. П. Сковородникова, Е. Н. Ширяева и др.. — М.: Наука, 2003. — 840 с. — 2000 экз. — ISBN 978-5-02-002766-4.
- Стилистический энциклопедический словарь русского языка / под ред. М. Н. Кожиной; редколл.: Е. А. Баженова, М. П. Котюрова, А. П. Сковородников. — М.: Наука, 2003. — 696 с. — 4000 экз. — ISBN 5-02-002791-X.
- Энциклопедический словарь-справочник. Выразительные средства русского языка и речевые ошибки и недочеты / под ред. А. П. Сковородникова. — М.: Наука, 2005. — 480 с. — 3000 экз. — ISBN 5-02-002996-3.

### Тезисы
- Сковородников А. П. Из опыта организации контроля над самостоятельной работой студентов по курсу стилистики русского языка // Контроль над самостоятельной работой студентов, учёт, оценка их знаний, умений и навыков: краткие тезисы докладов и сообщений, представленных на III научно-методическую конференцию КГПИ (октябрь 1972 г.) / Краснояр. гос. пед. ин-т. — Красноярск, 1972. — С. 26—28.
- Сковородников А. П. Противопоставление эксплицитности и имплицитности как фактор системной организации стилистических фигур // Проблемы семантики предложения: выраженный и невыраженный смысл: тезисы краевой научной конференции 30 сентября — 2 октября 1986 года / Краснояр. гос. пед. ин-т. — Красноярск, 1986. — С. 140—142.
- Сковородников А. П. Актуальная проблематика теории синтаксических фигур // Риторика и синтаксические структуры: тезисы краевой научно-практической конференции 1-3 февраля 1989 года. — Красноярск, 1988. — С. 147—151.
- Сковородников А. П. О необходимости риторического аспекта в школьном преподавании синтаксиса // Лингво-дидактические вопросы речевой деятельности в подготовке учителя иностранного языка: тезисы к научно-методической конференции / Иркут. пед. ин-т иностр. яз. им. Хо Ши Мина. — Иркутск , 1988. — С. 103.
- Сковородников А. П. От системы спецкурсов и спецсеминаров — к созданию единого научно-производственного коллектива: тезисы докладов и сообщений научно-методической конференции-семинара «Система спецкурсов на филологических факультетах и отделениях журналистики». — Ростов-на-Дону, 1989. — 0,1 авт. л.
- Сковородников А. П., Палиева З. И.  К понятию риторической этики // Культура русской речи: тезисы первой Всесоюзной научной конференции (Звенигород, 19—21 марта 1990 г.). — М., 1990. — С. 137.
- Сковородников А. П. Этика правды и риторика лжи (О моральных основаниях речевой деятельности журналиста // Советская журналистика в 1990 г. Проблемы реорганизации печати, телевидения, радио в условиях экономической и политической реформ: тезисы конференции. — М.: Изд-во МГУ им. М. В. Ломоносова, 1991. — 0,1 авт. л.
- Сковородников А. П. Об уровневом статусе стилистических фигур // Теория текста: лингвистический и стилистический аспекты: тезисы докладов и сообщений научной конференции 21—23 мая 1992 г. — Екатеринбург: Изд-во Урал. гос. ун-та, 1992. — С. 56—57.
- Сковородников А. П. О проспекте учебного словаря-справочника «Выразительные средства русского языка (тропы, фигуры, приемы)» // Новые подходы к преподаванию гуманитарных дисциплин в средних общеобразовательных и специальных учебных заведениях: тезисы республиканской научно-практической конференции 20-24 сентября 1994 г. — Ачинск, 1994. — С. 48—52.
- Сковородников А. П. От редакции // Новые подходы к преподаванию гуманитарных дисциплин в средних общеобразовательных и специальных учебных заведениях: тезисы республиканской научно-практической конференции 20—24 сентября 1994 г. — Ачинск, 1994. — С. 3.
- Сковородников А. П. Проблемы речевой культуры и возможности организации службы языка в Красноярске // Достижения науки и техники — развитию города Красноярска: Тезисы докладов на научно-практической конференции 22—24 октября 1997 г. — Красноярск, 1997. — С. 491.
- Сковородников А. П. О дидактической разработке и предъявлении русского риторического идеала // Риторика в современном образовании: тезисы докладов III-й Международной конференции по риторике. — М.: Изд-во МПГУ, 1999. — С. 53—55.
- Сковородников А. П. О соотношении процессов экспрессивизации и вульгаризации русской публичной речи конца XX века // Активные языковые процессы конца XX века: тезисы докладов Международной конференции. IV Шмелевские чтения, 23—25 февраля 2000 г. — М., 2000. — С. 155—156.
- Сковородников А. П. Каламбур в газетном тексте // Журналистика в 2000 году: реалии и прогнозы развития: тез. научно-практич. конф. Ч. 7. — М.: Изд-во МГУ им. М. В. Ломоносова, 2001. — С. 19.
- Сковородников А. П. Об аллюзии и смежных с нею явлениях (на материале газетно-публицистических и художественных текстов) // Язык средств массовой информации как объект междисциплинарного исследования. Тезисы докладов на междунар. науч. конф. Москва, филологический факультет МГУ им. М. В. Ломоносова, 25—27 октября 2001 года. — М.: Изд-во МГУ, 2001. — С. 116—118.
- Сковородников А. П. Риторическая основа комического в современной публицистической речи (на материале российских газет). Рабочие материалы Международной конференции «Журналистика и культура русской речи на переломе тысячелетий». — М.: Изд-во МГУ им. М. В. Ломоносова, 2002. — С. 93—95.
- Сковородников А. П., Копнина Г. А., Щербаков А. В.  О содержании курса «Основы педагогической риторики» для студентов, получающих специализацию «Риторика», учителей и преподавателей средних специальных и высших учебных заведений // Риторические дисциплины в новых государственных образовательных стандартах: тезисы докладов участников шестой Международной научной конференции по риторике (Москва, 29—31 января 2002 г.). — М., 2002. — С. 44—45.

## Редакторская деятельность

### Ответственный редактор
- Проблемы русского языка и его методики / Краснояр. гос. пед. ин-т. — Красноярск, 1972. — 173 с.
- Проблемы семантики предложения: выраженный и невыраженный смысл: тезисы краевой научной конференции 30 сент.-2 окт. 1986 года / Краснояр. гос. пед. ин-т. — Красноярск, 1986. — 158 с.
- Риторика и синтаксические структуры: тезисы краевой научно-практической конференции 1—3 февраля 1989 года / Краснояр. гос. пед. ин-т, 1988. — 355 с.
- Культура русской речи: энциклопедический словарь-справочник: проспект / Краснояр. гос. ун-т; Институт русского языка АН СССР. — Красноярск, 1990. — 116 с.
- Новые подходы к преподаванию гуманитарных дисциплин в средних общеобразовательных и специальных учебных заведений: тезисы республиканской научно-практической конференции 20—24 сентября 1994 г. — Ачинск, 1994. — 100 с.
- Теоретические и прикладные аспекты речевого общения: научно-методич. бюллетень / Краснояр. гос. ун-т [выпуски 1—7, 1996—1998 гг.].
- Теоретические и прикладные аспекты речевого общения: вестник Российской риторической ассоциации / Краснояр. гос. ун-т. — Вып. 1 (8). — Красноярск-Ачинск, 1999. — 140 с.
- Речевое общение: вестник Российской риторической ассоциации / Краснояр. гос. ун-т. — Вып. 1 (9). — Красноярск, 2000. — 132 с.
- Культура речевого общения в образовательных учреждениях разных уровней: материалы Всерос. науч.-практ. конф. — Красноярск: КрасГУ, 2003. — 256 с.
- Становление коммуникативной компетентности в педагогическом колледже: проблемы и перспективы. — Вып. 2. — Ачинск: Ачинский педагогический колледж, 2004. — 114 с.
- Современная филология: актуальные проблемы, теория и практика: сб. материалов междунар. науч. конф. Красноярск 21-23 сентября 2005 г. / Краснояр. гос. ун-т. — Красноярск, 2005. — 390 с.
- Толерантность и коммуникативная культура педагога: материалы Всерос. науч.-практ. конф. — Красноярск, 2005. — 157 с.
- Энциклопедический словарь-справочник. Выразительные средства русского языка и речевые ошибки и недочеты. — М.: Флинта: Наука, 2005. — 480 с.
- Речевое общение: специализированный вестник / Краснояр. гос. ун-т [выпуски 2 (10) — 8—9 (16—17), 2000—2006 гг.].
- Филология — Журналистика 2006. Сб. науч. ст., посвящённых 25-летию факультета филологии и журналистики КрасГУ / Краснояр. гос. ун-т. — Красноярск, 2006. — 441 с.
- Коммуникативная парадигма российского образования: материалы Всерос. Науч-практ. конф. 10—12 октября 2006 года. г. Ачинск. Ч. 1. — Красноярск: Красноярский писатель, 2007. — 288 с.
- Речевое общение: специализированный вестник / Сибирский федеральный университет. — Вып. 10—11 (18—19). — Красноярск, 2009. — 317 с.

### Научный редактор монографий
- Иванчикова Е. А. Язык художественной литературы: синтаксическая изобразительность / Краснояр. гос. ун-т. — Красноярск, 1992. —160 с.
- Чувакин А. А. Основы эвокационной теории художественной речи / Алтайский гос. ун-т. — Барнаул, 1996. — 5 авт. л.

### Член редакционной коллегии
- Системный анализ значимых единиц русского языка. Синтаксические структуры: межвуз. сб. — Красноярск: Изд-во Краснояр.ун-та, 1984. — 152 с.
- Вестник Красноярского государственного университета. Гуманитарные науки. — Вып. 1. — Красноярск, 2001. — 119 с.
- Вестник Красноярского государственного университета. Гуманитарные науки. — Вып. 2. — Красноярск, 2002. — 153 с.
- Культура русской речи: энциклопедический словарь-справочник / под ред. Л. Ю. Иванова, А. П. Сковородникова, Е. Н. Ширяева и др. — М.: Флинта: Наука, 2003. — 840 с.
- Стилистический энциклопедический словарь русского языка / под ред. М. Н. Кожиной. Члены редколлегии: Е. А. Баженова, М. П. Котюрова, А. П. Сковородников. — М.: Флинта: Наука, 2003. — 696 с.
- Современная филология: актуальные проблемы, теория и практика: сб. материалов II междунар. науч. конф. Красноярск 10—12 сентября 2007 г. / гл. ред. К. В. Анисимов; Институт естественных и гуманитарных наук Сибирского федерального университета. — Красноярск, 2007. — 404 с.
- Журнал МОПРЯЛ «Русский язык за рубежом».